# Native Tongue (álbum de Switchfoot)
Native Tongue —en español: Lengua materna— es el undécimo álbum de estudio de la banda estadounidense de rock alternativo Switchfoot. Fue lanzado el 18 de enero de 2019 a través de Fantasy Records. Native Tongue es el primer álbum de Switchfoot desde Learning to Breathe (2000) que no ha quedado en el Top 20 en la lista de álbumes Billboard 200. El álbum alcanzó el número 41 en su primera semana. Sin embargo, el álbum alcanzó el número 2 en la lista de álbumes de Billboard Christian.

## Promoción
"Native Tongue" fue lanzado el 19 de octubre de 2018, como el primer sencillo, y fue escrito por Jon Foreman, Tim Foreman y Brent Kutzle de OneRepublic. El video de la canción se estrenó en el sitio web de la revista Paste el mismo día.
"Voices" fue lanzado el 16 de noviembre de 2018, como el segundo sencillo y el video musical fue lanzado el mismo día. Switchfoot promocionará el álbum con una gira norteamericana de Native Tongue, con Colony House y Tyson Motsenbocker.
"All I Need" se lanzó el 14 de diciembre de 2018 en todas las plataformas de transmisión, seguido de "Let it Happen" el 4 de enero de 2019.

## Lista de canciones
Todas las canciones escritas y compuestas por Jon Foreman and Tim Foreman, except where noted. 
| N.º | Título                                       | Producer(s) | Duración |  |
| 1.  | «Let It Happen»                              | J. Foreman  | 4:41     |  |
| 2.  | «Native Tongue»                              | J. Foreman  | 4:38     |  |
| 3.  | «All I Need»                                 | J. Foreman  | 3:08     |  |
| 4.  | «Voices»                                     | J. Foreman  | 2:58     |  |
| 5.  | «Dig New Streams»                            | J. Foreman  | 3:45     |  |
| 6.  | «Joy Invincible»                             | J. Foreman  | 3:42     |  |
| 7.  | «Prodigal Soul»                              | J. Foreman  | 3:51     |  |
| 8.  | «The Hardest Art» (featuring Kaela Sinclair) | J. Foreman  | 4:13     |  |
| 9.  | «Wonderful Feeling»                          | J. Foreman  | 4:06     |  |
| 10. | «Take My Fire»                               | J. Foreman  | 3:45     |  |
| 11. | «The Strength to Let Go»                     | J. Foreman  | 4:18     |  |
| 12. | «Oxygen»                                     | J. Foreman  | 4:14     |  |
| 13. | «We're Gonna Be Alright»                     | J. Foreman  | 2:55     |  |
| 14. | «You're the One I Want»                      | J. Foreman  | 2:05     |  |

Bonus tracks
| Switchfoot.com bonus tracks |                                   |          |  |
| N.º                         | Título                            | Duración |  |
| 15.                         | «Let's Go Higher»                 | 4:59     |  |
| 16.                         | «All I Need» (West Coast Edition) | 3:23     |  |
| 17.                         | «Native Tongue» (acoustic)        | 4:34     |  |

| Walmart bonus tracks |                         |          |  |
| N.º                  | Título                  | Duración |  |
| 15.                  | «White Lies»            | 4:09     |  |
| 16.                  | «Don't Want Your Money» | 3:10     |  |
| 17.                  | «All I Need» (acoustic) | 3:10     |  |